# Bargello
A Bargello, más néven Palazzo del Podestà, egyike Firenze középkori palotáinak. A duecento idején kezdték el építeni, 1255-ben. Eredetileg a capitano del popolo (a nép kapitánya), azaz a népi milícia, polgárőrség vezetőjének a lakhelye volt, de igen korán, 1271-ben a podestà palotájává vált, aki a városállam főbírája volt, s aki a város törvényei szerint nem lehetett helyi lakos, így akarván elkerülni részrehajlását. Személyét fél-egy évre választották. 1574-től a mai rendőrfőkapitánynak megfelelő Capitano di Giustizia székhelye lett, és ekkortól hívják a palotát Bargellónak. Az épület ma a Museo Nazionalénak (Nemzeti Múzeum) ad otthont.

## Története
A palota legrégibb része a via del Proconsolo utca felé eső szárnya a toronnyal. Ezeket a részeket Sisto és Ristoro szerzetesek tervezték, akik a Santa Maria Novella építészei is voltak. Az építkezést 1255-ben kezdték el. A Bargello hátsó szárnyát 1332 és 1345 között húzták fel hozzá Neri di Fioravante és Benci di Cione tervei szerint. Ekkor építették meg az árkádos udvart és a tanácstermet is. A 16–18. században a Bargellót börtönként használták, 1786-ig hajtottak végre benne halálos ítéleteket. 1857 és 1865 között restaurálták az épületet, és azóta ad helyet a Nemzeti Múzeumnak, amely ebben a minőségében az első volt Olaszországban.

## A múzeum
A Bargello múzeumában a közép- és reneszánsz kori Itália szobrászati és iparművészeti gyűjteménye látható.
A földszinten található a Michelangelo-terem és a 16. századi firenzei szobrászat terme. Ezekben Michelangelo Bacchusa (1497), Brutusa (1540 körül) egy kis Dávid (1530 körül) valamint Sansovino, Cellini, Giambologna, Bernini, Ammannati és mások alkotásai láthatóak.
Az első emeleten elefántcsont-faragások, a kápolna intarziaberakásos szentélypulpitusa kapott helyet, valamint itt található a Donatello-terem, benne a Keresztelő Szent János és az 1450-ben készült Dávid című szobrokkal, de itt vannak kiállítva Brunelleschinek és Ghibertinek a Szent János-keresztelőkápolna számára 1401-ben készített pályaművei is, Verrocchio Dávidja valamint Luca della Robbia és Desiderio da Settignano művei mellett.
A 2. emeleten látható Cellini több alkotása és a della Robbiák műhelyéből származó terrakották. Itt van a Verrocchio-terem, ahol a névadó művein kívül Antonio Rosellino, Mino da Fiesole, Benedetto da Maiano és Antonio Pollaiuolo alkotásai láthatóak.

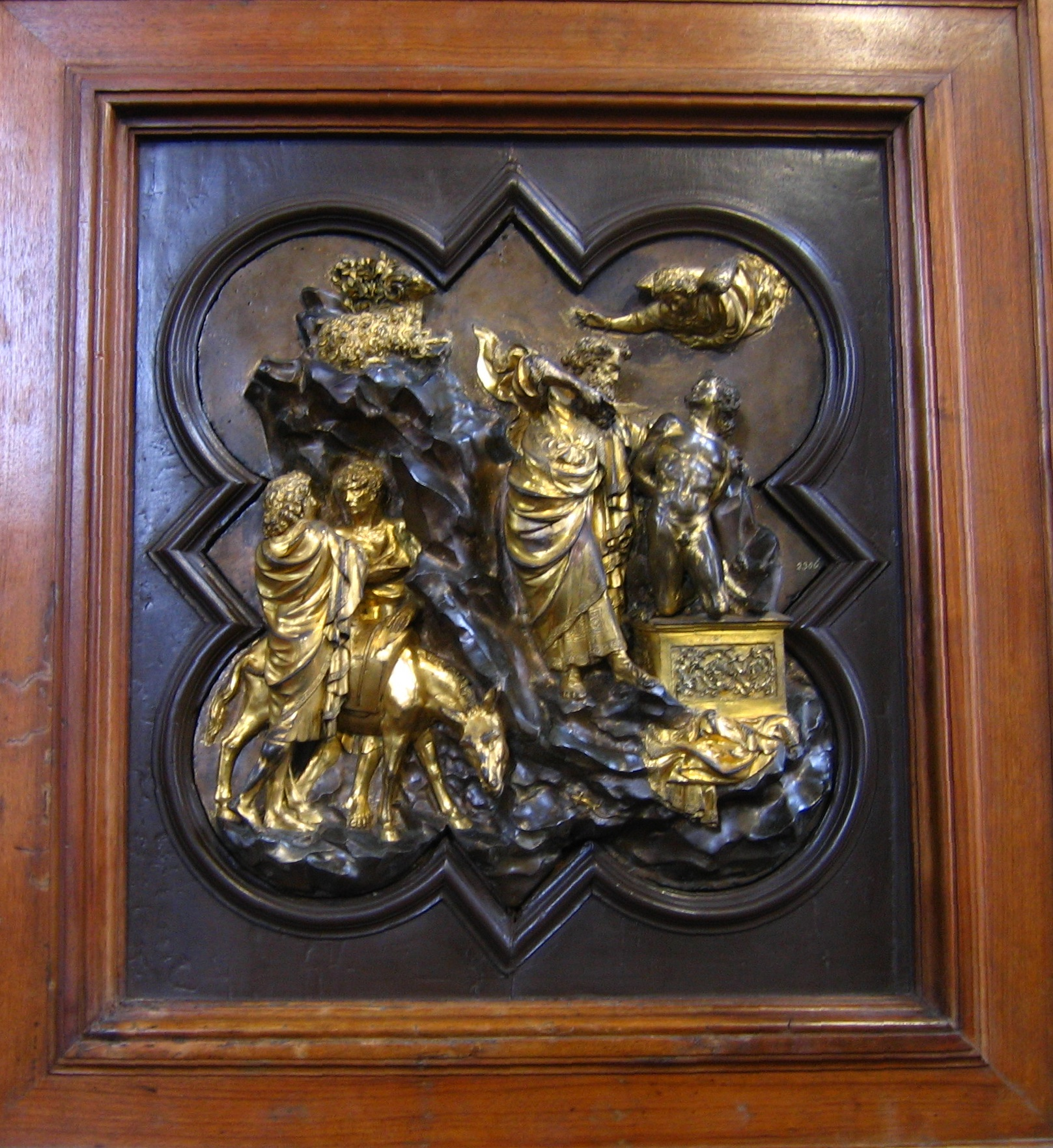
Lorenzo Ghiberti pályaműve a Battistero északi kapujához
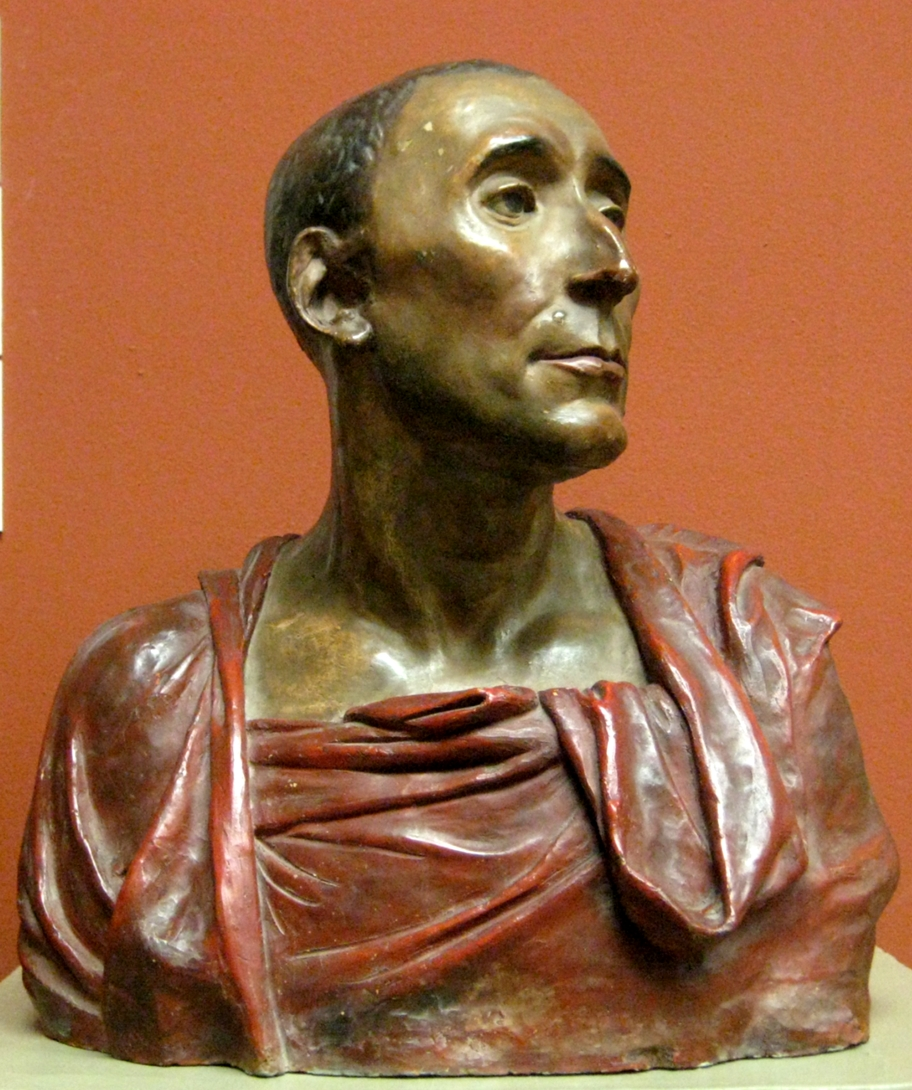
Mellszobor (Niccolo da Uzzano)
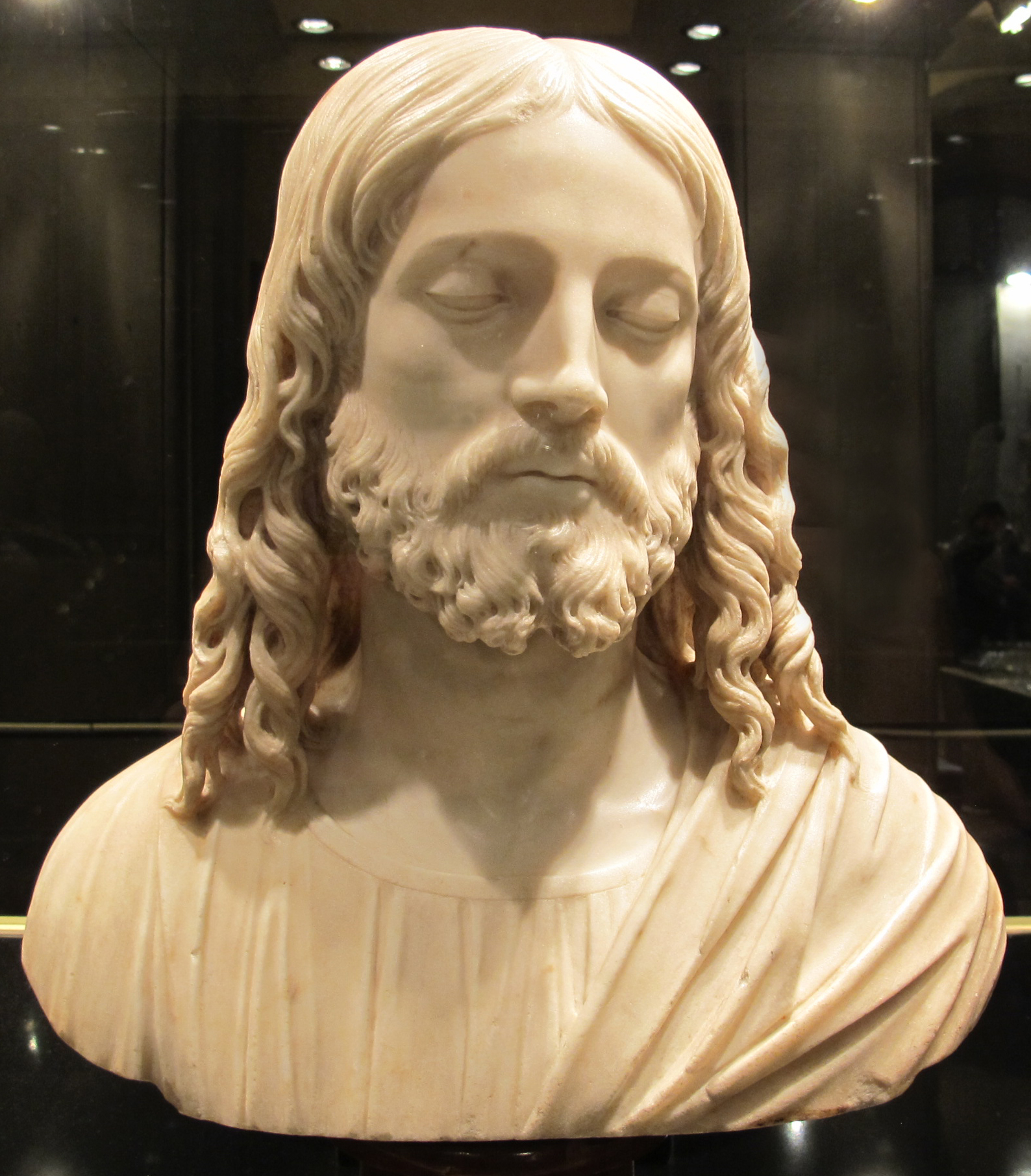
Jézus mellszobra (Tullio Lombardo)
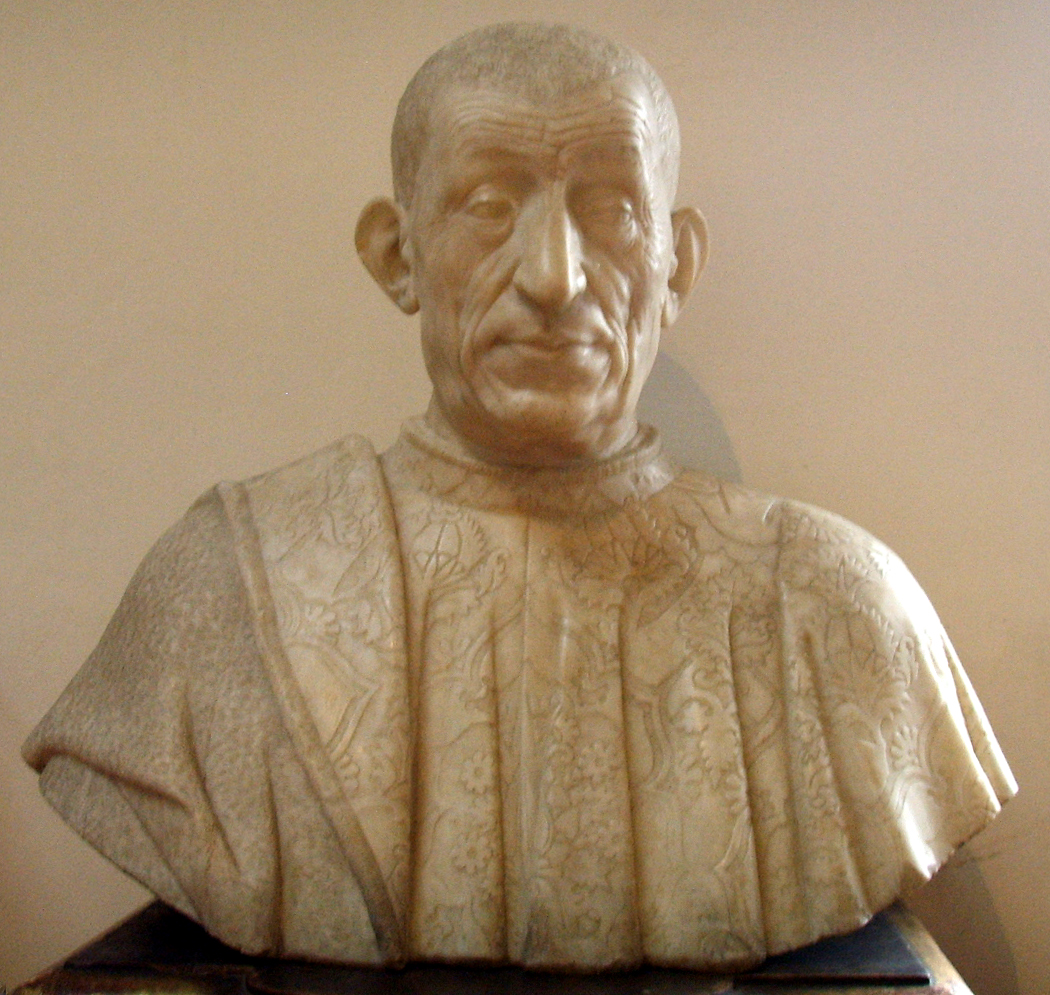
Pietro Mellini mellszobra (Benedetto da Maiano)
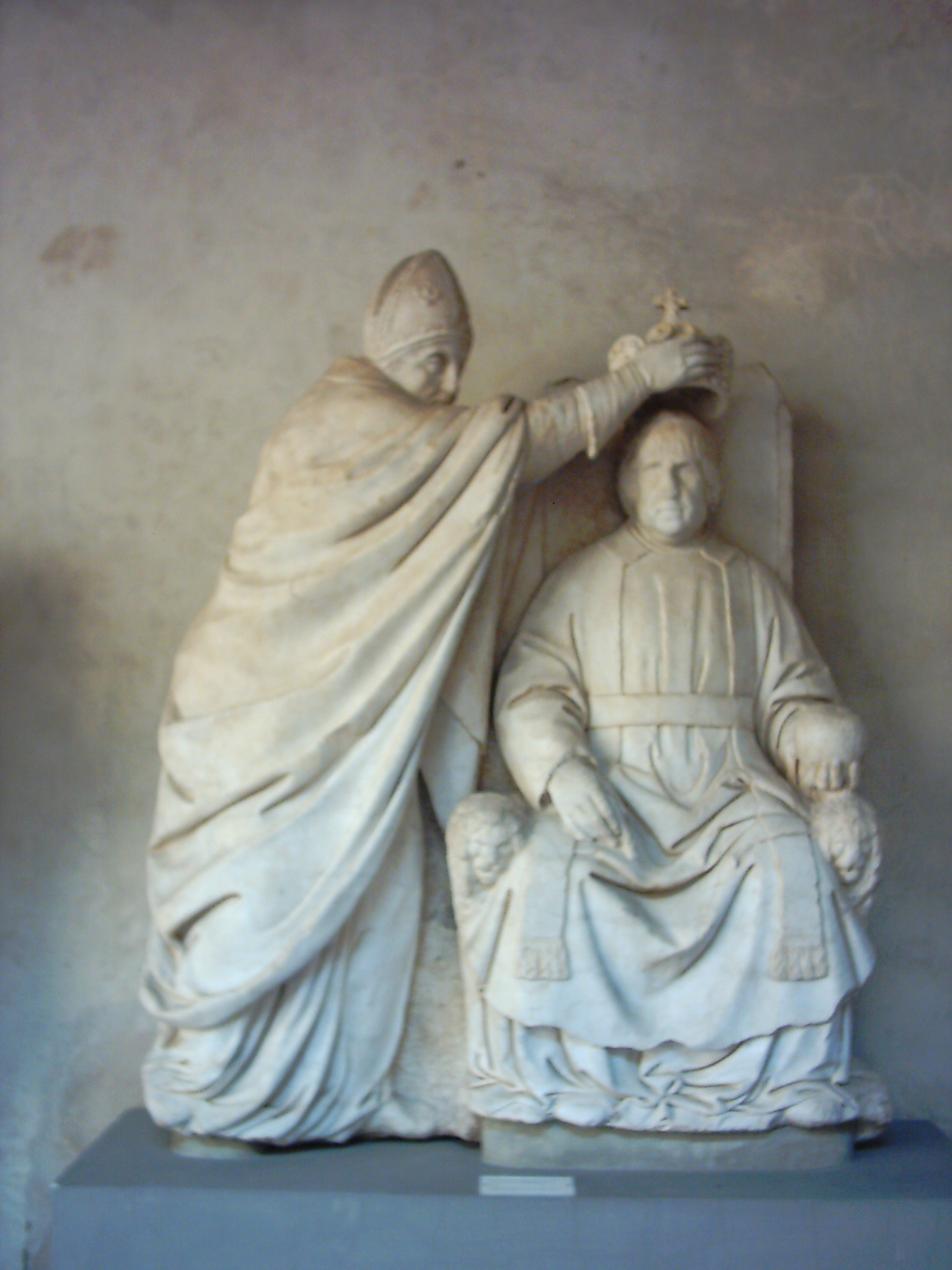
II. Ferdinánd aragóniai király koronázása
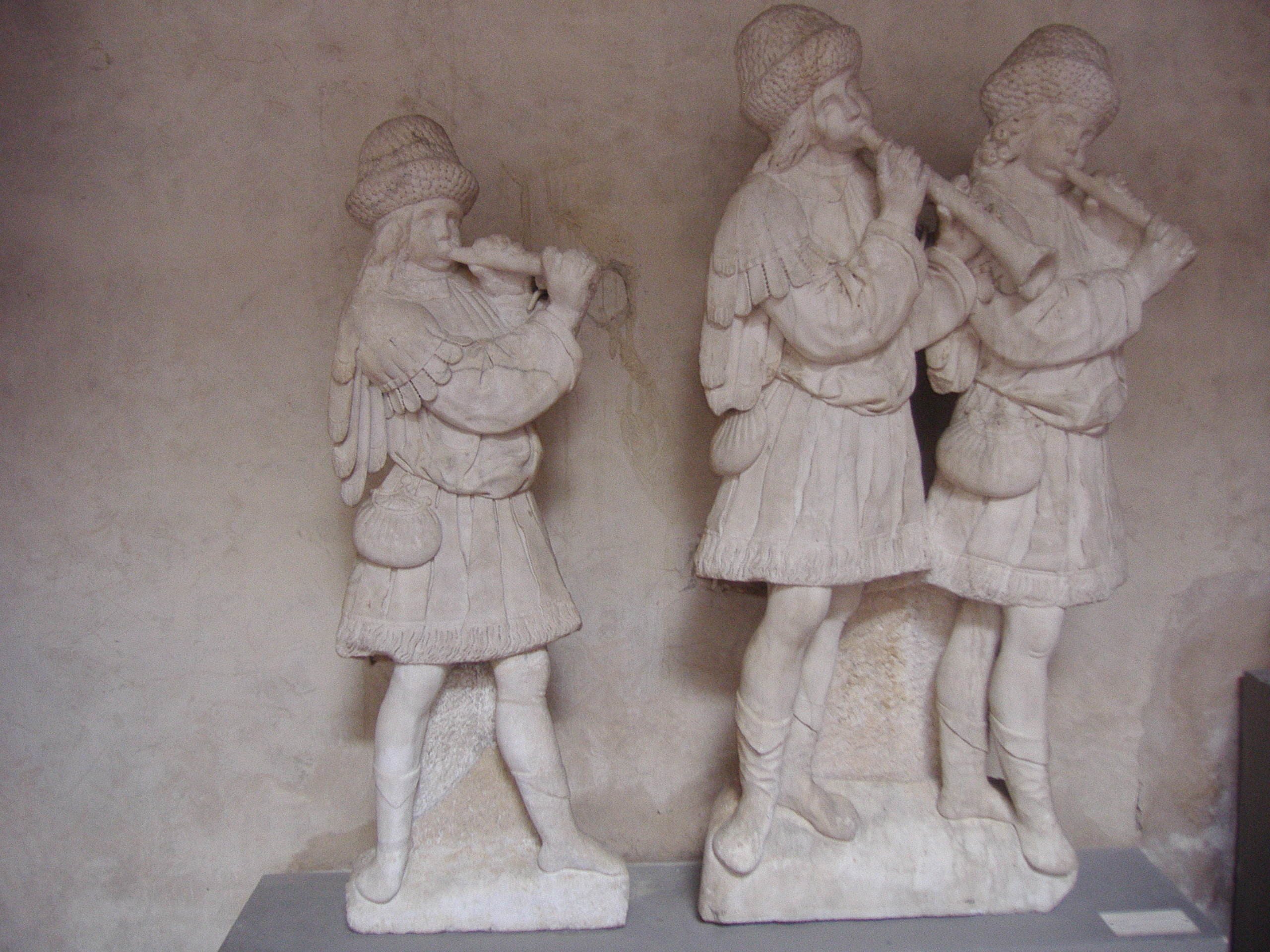
Muzsikusok (Benedetto da Maiano)
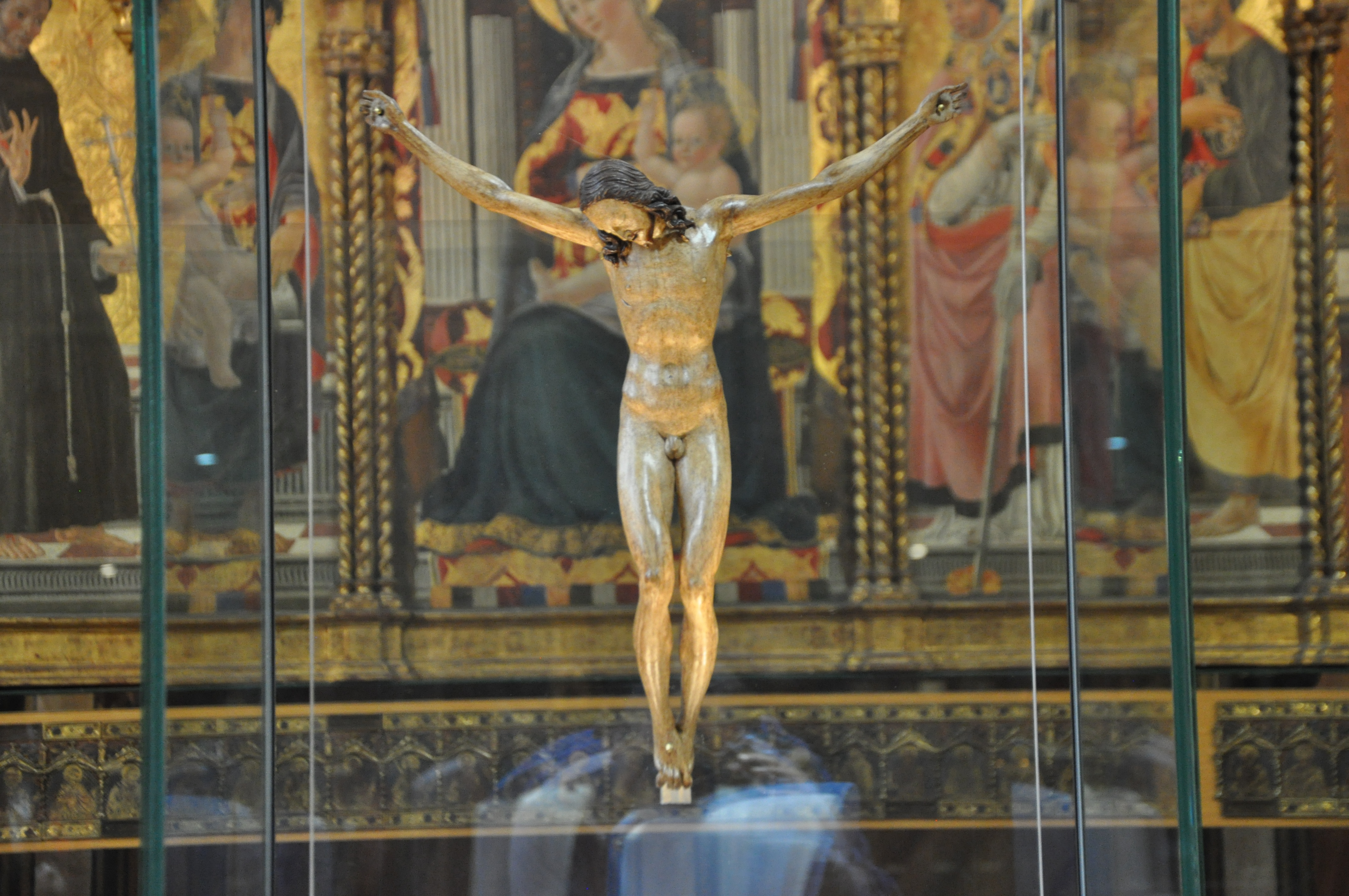
Jézus a keresztfán
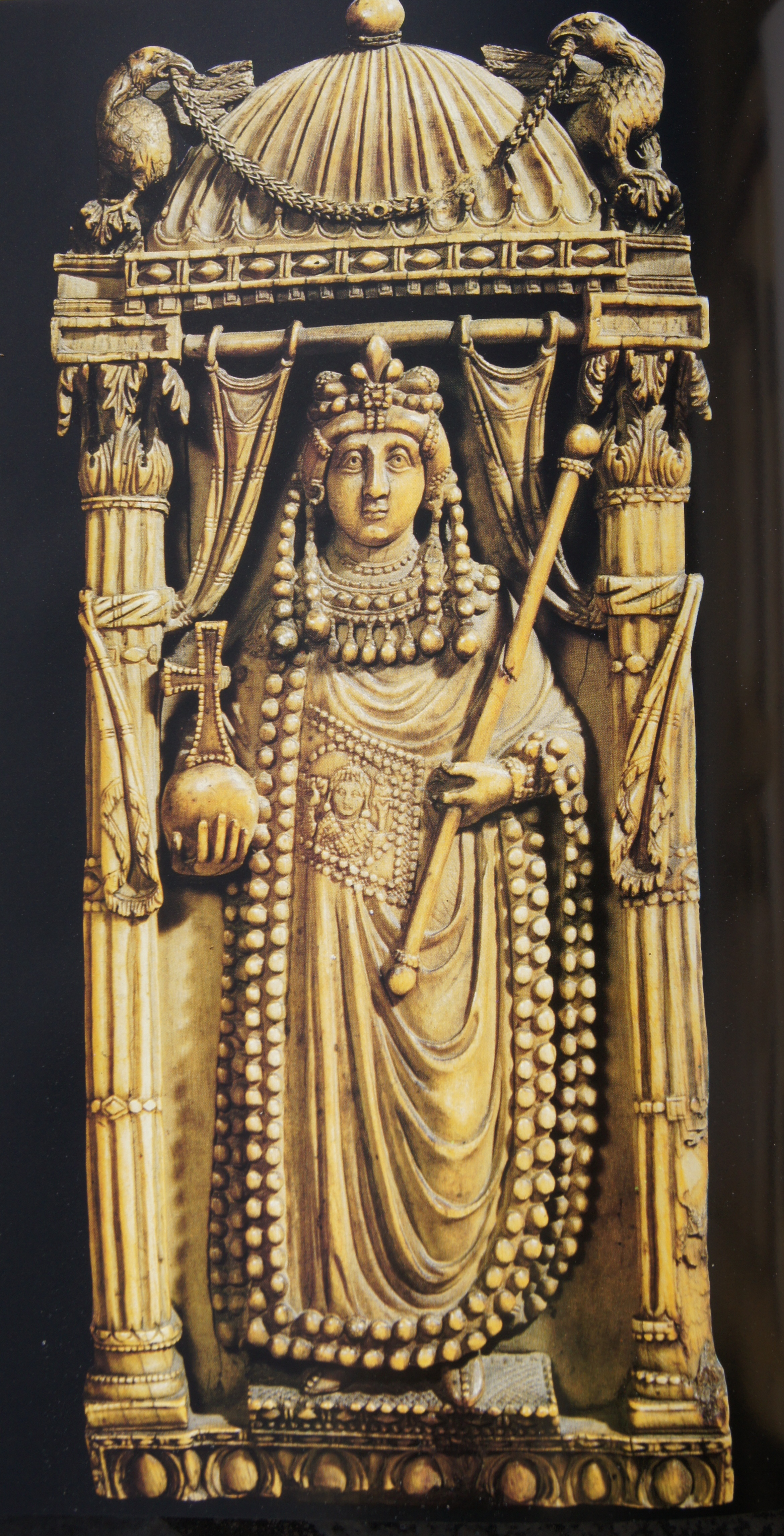
Ariadné bizánci császárné
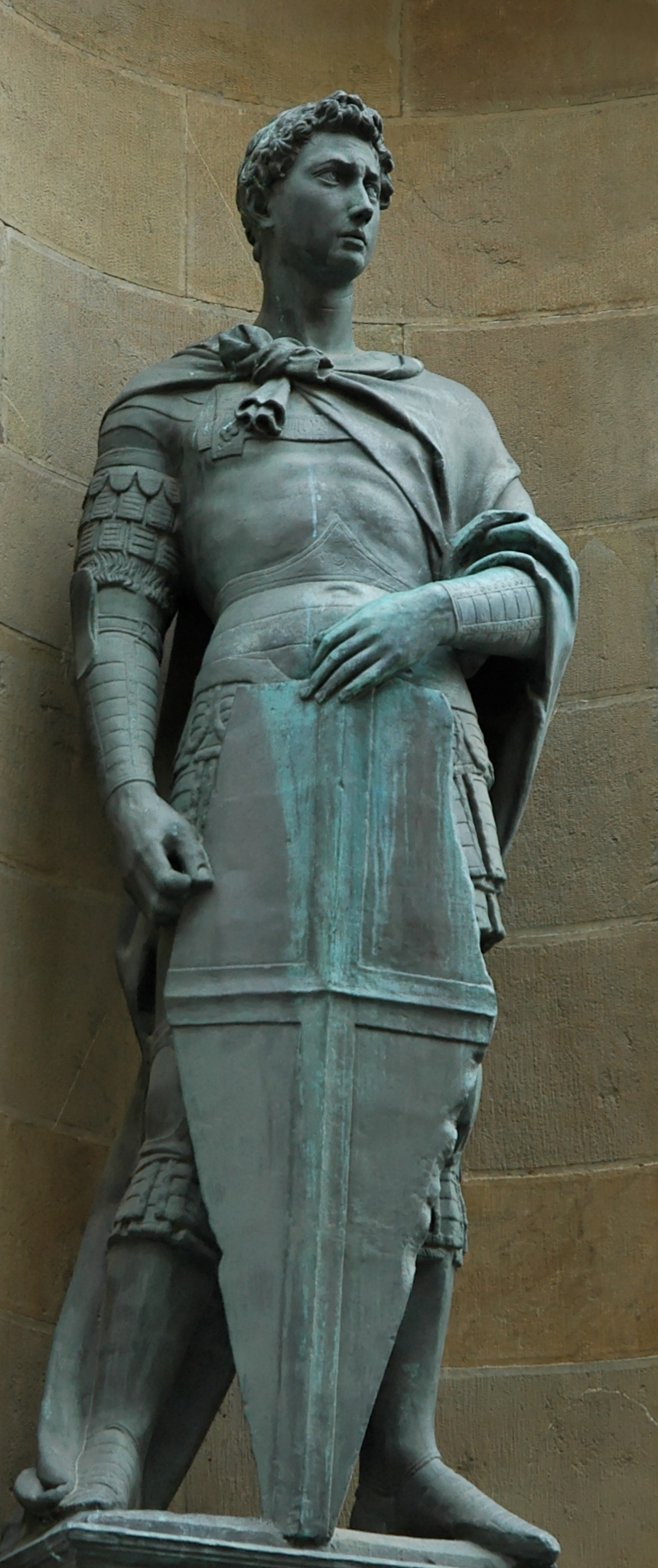
Szent György (Donatello)
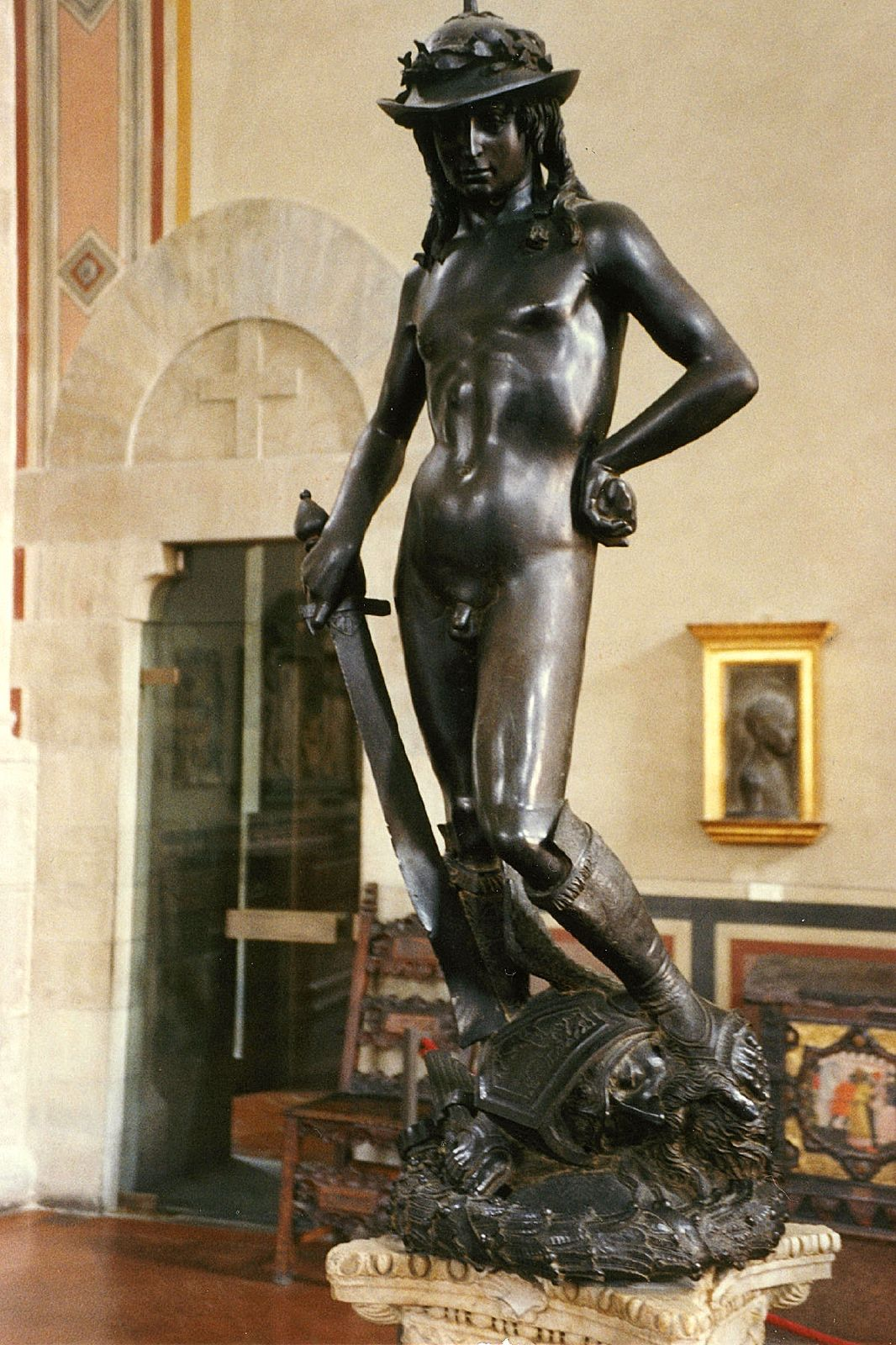
Dávid (Donatello)